# Siphonaria pectinata
Siphonaria pectinata is een slakkensoort uit de familie Siphonariidae. De wetenschappelijke naam is gepubliceerd in 1758 door Linnaeus in de tiende editie van Systema naturae.

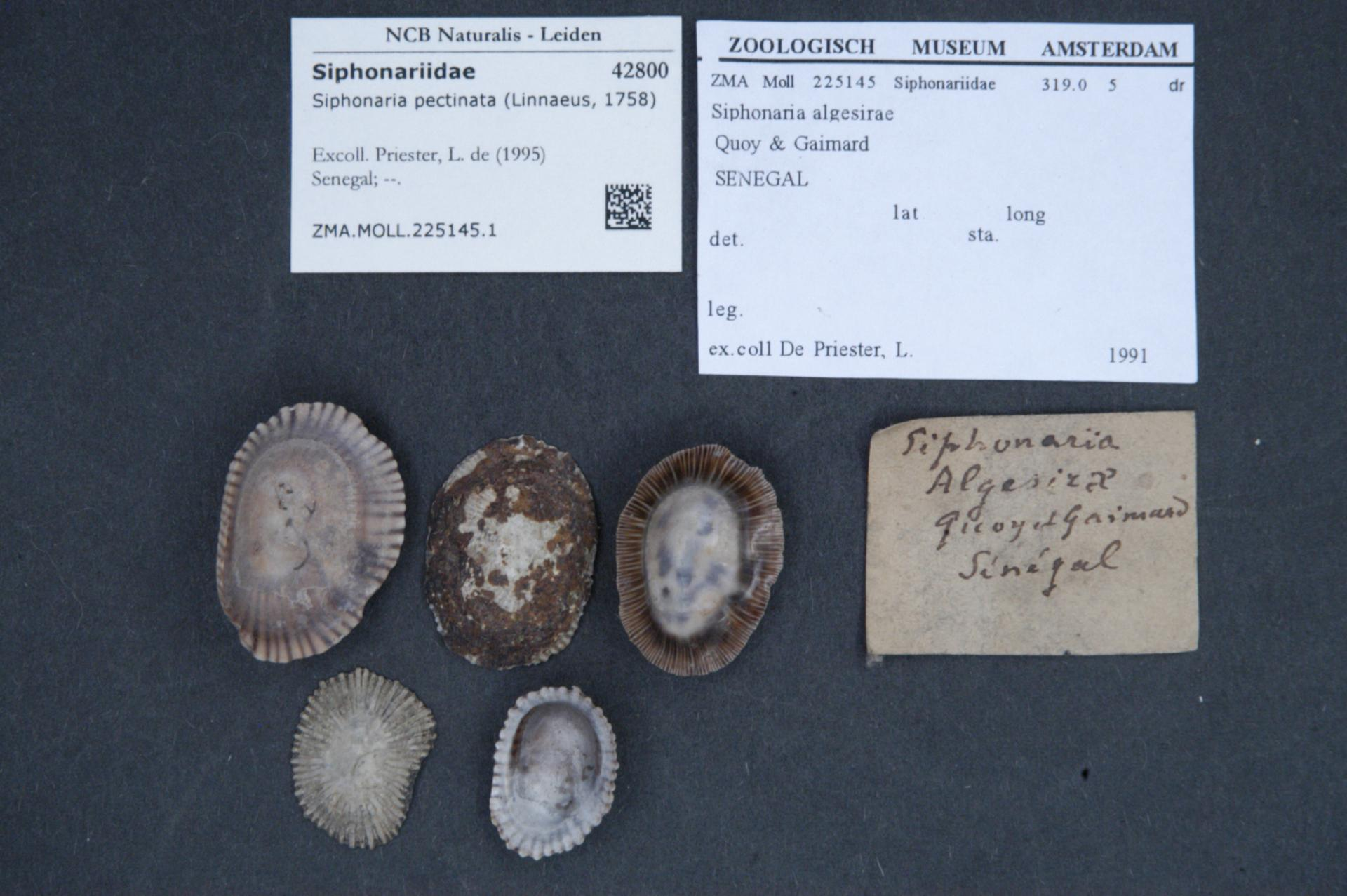
Siphonaria pectinata (Linnaeus, 1758), museumexemplaren Naturalis